# ノボリペツク製鉄所

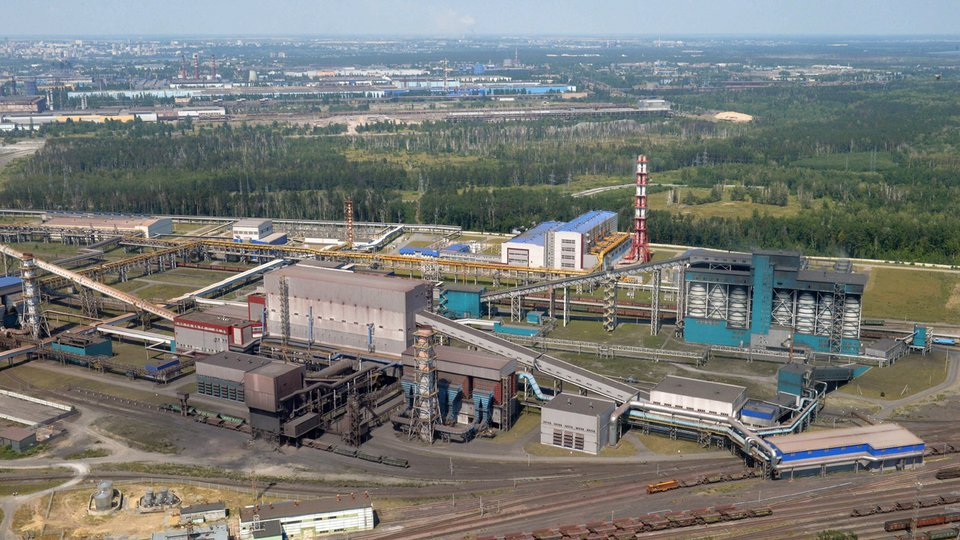
ノヴォリペツク製鉄所

ノボリペツク製鉄所（ノボリペツクせいてつじょ、ロシア語: Новолипецкий металлургический комбинат＝ノボリペツク冶金コンビナート、英語: Novolipetsk Iron and Steel）またはNLMKとして国際的に知られているのは、ロシアのセヴェルスターリ製鉄所、エブラズ・グループ、マグニトゴルスク製鉄所と共にロシア四大製鉄所のひとつで、中央連邦管区リペツク州の州都リペツクにある。ロシアの粗鋼生産の21％を占め、世界粗鋼生産ランキングで21位である。
リペツクの地域は歴史的に鉄鉱石を産することで知られていて、1702年にピョートル大帝が鉄工所を建てるように命じている。
1931年、この鉄鉱石産出地帯に製鉄所の建設が始まり、年毎に拡大を続けた。1993年には民営化が始まり、1998年からはウラジーミル・リシンが会長となった。工場の総面積は27平方キロメートルである。

## 参照項目
- マグニトゴルスク製鉄所（Magnitogorsk Iron and Steel Works）